# Tatort: Am Ende der Welt
Am Ende der Welt (Arbeitstitel "Die Orarier") ist die 385. Folge der Fernsehkrimireihe Tatort aus dem Jahr 1998. Der Film wurde vom Schweizer Fernsehen unter der Regie von Helmut Förnbacher produziert und am 3. Mai 1998 erstmals ausgestrahlt.
Die Berner Kommissare werden mit einer religiösen Bergbauern-Gemeinschaft konfrontiert.

## Handlung
Ein junger Mann fährt wie benebelt in Schlangenlinien durch hügeliges und kurviges Waldgelände im Berner Jura. Kurz vor einem Steilabbruch kommt er zum Stehen und steigt aus dem Wagen. Wie von Geisterhand bewegt, rollt plötzlich der VW Golf los und reißt seinen Fahrer mit sich in die Tiefe. Da es nicht nur bereits der vierte diesbezügliche, ungeklärte Fall ist, sollen Philipp von Burg und Markus Gertsch aus Bern ermitteln. Darüber hinaus war der Tote der Sohn des Präsidenten der Anwaltskammer, Antoine Grossenbacher, der sofort alle Hebel in Bewegung setzt, am Tatort erscheint und dort seine Überzeugung zum Ausdruck bringt, dass es kein Unfall war.
von Burg und Gertsch quartieren sich im Gasthof "Am Ende der Welt" ein und erfahren von der Wirtin Clara Bürki lediglich, dass sich der Tote zu den Bergbauern hingezogen fühlte, aber das nicht auf Gegenseitigkeit beruhte. Die Landvermesser-Kollegen von Alain Grossenbacher können auch nicht viel beitragen. Den Vogel schießen die Bergbauern ab, die nicht einmal "Guten Tag!" sagen, damit nicht der "Schmutz der sündigen Welt in ihre Gemeinschaft getragen wird".
Am Tatort übergibt ihnen Sandra Bürki ein Notizbuch, das sie angeblich neben dem Toten gefunden habe. Dort sind peinlich genau Umweltfrevel verzeichnet, welche die Ermittler zum Galvanisierbetrieb Schertenleib führen. Und tatsächlich werden dort im Schutz der Dunkelheit verbrauchte Säurebäder in den Bach geleitet. Schertenleib hätte also ein handfestes Motiv.
Beim nächsten Verdächtigen handelt es sich um den hoch verschuldeten Gestütsbesitzer Ernst Brechbühl, der nicht nur den gleichen Unfalltod seines Sohnes betrauert, sondern auch sein Grundstück zu seinen Gunsten verlegt hatte. Unterdessen nehmen die unverhohlenen Warnungen gegenüber Gertsch und von Burg zu.
Unvermittelt möchte eine Handvoll Bergbauern eine Aussage machen und alle belasten Schertenleib, der am besagten Abend neben Alain Grossenbacher im VW Golf gesessen haben soll. Gertsch versucht sein scheinbares Vertrauen von Barbara Leuenberger für einen konkreten Hinweis zu nutzen. Er erfährt von ihr, dass ihre Schwester Therese Leuenberger einen Freund hatte. Dann wird er von Leuenberger abgefangen, der ihm einen Bilsenkrauttee verabreicht, der zu Schwindel führt. Trotzdem setzt er sich in seinen Wagen und fährt vom Hof. Die Bilder von Alain Grossenbachers Fahrt wiederholen sich. Ausgerechnet direkt vor dem Steilabbruch bleibt er stehen. Er wird von der kurz danach eintreffenden Clara Bürki in den Gasthof gebracht und äußert die Vermutung, dass Therese Leuenberger schwanger bei ihrem Ertrinken war. Diese Erkenntnis bedroht nun auch das Leben von Barbara Leuenberger, die prompt vor einem Jüngsten Gericht der Orarier antreten muss. Kurz vor deren Exekution treffen die Ermittler ein und nehmen Leuenberger fest.

## Hintergrund und Einschaltquote
Die Erstausstrahlung von Am Ende der Welt am 3. Mai 1998 wurde in Deutschland von 7,26 Millionen Zuschauern gesehen und erreichte einen Marktanteil von 21 % für Das Erste.

### Kritik
Die Kritiker der Fernsehzeitschrift TV Spielfilm haben leider keine Meinung zur Folge, vergeben einen waagerechten Daumen und zeigen nur Szenenbilder.